# Pumpspeicherkraftwerk Chaira
Das Pumpspeicherkraftwerk Chaira liegt im Oblast Pasardschik, Bulgarien. Es hat eine installierte Leistung von 864 MW. Das Pumpspeicherkraftwerk nutzt das Wasser der 3,5 km entfernten Talsperre Belmeken zur Stromerzeugung.
Das Kraftwerk ist im Besitz der Nazionalna elektritscheska kompanija EAD (NEK EAD) und wird auch von NEK EAD betrieben.

## Kraftwerk
Das Kraftwerk ging 1995 in Betrieb und dient zur Abdeckung der Spitzenlast. Es verfügt über eine installierte Leistung von 864 MW (im Pumpbetrieb beträgt die Leistungsaufnahme 788 MW). Die durchschnittliche Jahreserzeugung liegt bei 342 Mio. kWh. Die vier Francis-Turbinen sind als Pumpturbinen ausgeführt und können maximal jeweils 216 MW leisten. Sie befinden sich zur Vermeidung von Kavitation unterhalb der geodätischen Saughöhe in einer unterirdischen Maschinenhalle. Die Fallhöhe beträgt 690 m und der maximale Durchfluss liegt bei insgesamt 36 m³/s.

## Oberbecken
Der Stausee der Talsperre Belmeken dient als Oberbecken.

## Unterbecken (Talsperre Chaira)
Ungefähr einen halben Kilometer vom Kraftwerk entfernt wurde von 1985 bis 1988 eine Gewichtsstaumauer aus Beton mit einer Höhe von 85 m über der Gründungssohle errichtet. Die Länge der Mauerkrone beträgt 305 m. Die Mauerkrone liegt auf einer Höhe von 1263 m über dem Meeresspiegel.
Beim normalen Stauziel von 1260 m (max. 1261,30 m) fasst der Stausee 5,6 Mio. m³ Wasser – davon können 4,2 Mio. m³ für den Pumpbetrieb verwendet werden. Das minimale Stauziel, bis zu dem der Pumpbetrieb noch möglich ist, liegt bei 1231 m.
Der Staudamm verfügt sowohl über einen Grundablass als auch über eine Hochwasserentlastung. Über den Grundablass können maximal 20,27 m³/s abgeführt werden, über die Hochwasserentlastung maximal 72 m³/s.